# National Football League
National Football League (kratica NFL, slovensko Narodna nogometna liga) je najvišja stopnja poklicnega ameriškega nogometa v ZDA in v svetovnem merilu. Trenutni prvaki (2022) so Los Angeles Rams. Nastala je leta 1920 z zvezo enajstih ekip pod imenom American Professional Football Association (slovensko Ameriška poklicna nogometna zveza), ki je dve leti kasneje prevzela sedanje ime. Trenutno jo sestavlja 32 ekip iz ZDA, ki so enakomerno razdeljene na Ameriško nogometno konferenco (AFC) in Narodno nogometno konferenco (NFC). V vsaki konferenci so štiri divizije s po štirimi ekipami (skupno 16 ekip na konferenco).